# Distretto di Nanguan
Il distretto di Nanguan (南关区S, Nánguān QūP) è un distretto della Cina, situato nella provincia di Jilin e amministrato dalla prefettura di Changchun.